# Frédéric Monino
Frédéric Monino (* 1965 in Sarcelles) ist ein französischer Jazzbassist.

## Wirken
Monino, musikalischer Autodidakt, begann fünfzehnjährig E-Bass zu spielen und trat ab 1988 mit dem Siegfried Kessler Trio und dem Tony Pagano Trio und Musikern wie Gérard Pansanel, Philippe Petrucciani und Michel Marre auf.
1991 holte ihn Laurent Cugny zur Lumière Big Band nach Paris. Hier nahm er mit dem Antoine Illouz Quintet auf und gehörte zum Flamencoensemble der Schauspielerin Clémentine Célarié. 1994 wurde er Mitglied des Orchestre National de Jazz unter Laurent Cugny. Zur Feier von dessen zehnjährigem Bestehen spielte er unter dessen früheren Leitern François Jeanneau, Claude Barthélemy, Denis Badault und Antoine Hervé.
Als Sideman arbeitete Monino u. a. mit Stefano Di Battista, Emmanuel Bex, Maria Schneider, François Jeanneau, Bobby Rangell, Jorge Pardo, Enrico Rava, Lucky Peterson, Sylvain Luc, Louis Winsberg, Philip Catherine, Claude Barthélemy, Jean-Marc Padovani, Juliette Gréco, Marcia Maria, Mônica Passos, Esperanza Fernandez, Houria Aichi, André Minvielle, Baly Othmani, Clifford Jarvis, Louis Moutin und Kevan Chemirani.
Moninos erstes Album als Bandleader, First Meeting, wurde vom Jazzman Magazine mit vier Sternen ausgezeichnet. Die Komponistin Betsy Jolas schrieb für ihn das Solostück „E sempre la notte va“. Mit seiner Band Around Jaco interpretierte er die Musik von Jaco Pastorius.
Von 2000 bis 2001 unterrichtete Monino am Städtischen Konservatorium von Narbonne, danach bis 2005 an der Universität von Montpellier.

## Diskographische Hinweise
- First Meeting mit Thomas Depourquery, Francesco Castellani, Frédéric Favarel, Patrice Héral, Stefano Di Battista, Marcia Maria
- Around Jaco mit Lionel Suarez, Stéphane Huchard, sowie Louis Winsberg, Thomas Depourquery, Franck Tortiller, François Jeanneau, Olivier Ker Ourio, 2006
- All the Way mit Thomas Depourquery, Olivier-Roman Garcia, François Laizeau, sowie Olivier Ker Ourio, David Linx